# Ali Çukur

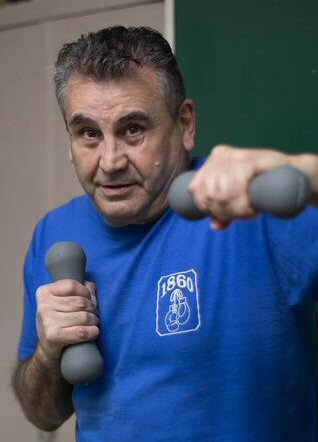
Ali Çukur (2021)

Ali Çukur (* 5. September 1960 in der Türkei) ist ein türkischer Boxtrainer.
Çukur begann 1974 beim TSV Milbertshofen mit dem Boxen und wechselt noch im selben Jahr zum TSV 1860 München. Seit 1997 ist er Abteilungsleiter der Boxabteilung des TSV 1860. Als  Amateur hat er bis 1982 ca. 280 Boxkämpfe bestritten. Seit 2000 ist er Anti-Gewalt- und Konfrontativer Ressourcentrainer. Für sein Engagement als Anti-Gewalt-Trainer wurde er mehrfach ausgezeichnet. In dem Kinofilm Lionhearted – Aus der Deckung von Regisseurin Antje Drinnenberg spielt er die Hauptrolle.

## Erfolge als Amateur
- mehrfacher Bayerischer Meister verschiedener Gewichtsklassen
- 3. Platz bei den Türkischen Meisterschaften
- Silbermedaille bei den Box-Open 1983 in Stockholm[8]
- 5. Platz bei den Amateurweltmeisterschaften 1982[9]